# Tlajomulco
Tlajomulco är en ort i Mexiko.   Den ligger i kommunen Ixtacamaxtitlán och delstaten Puebla, i den sydöstra delen av landet, 140 km öster om huvudstaden Mexico City. Tlajomulco ligger 2 173 meter över havet och antalet invånare är 125.
Terrängen runt Tlajomulco är kuperad åt nordväst, men åt sydost är den bergig. Tlajomulco ligger nere i en dal. Runt Tlajomulco är det ganska tätbefolkat, med 65 invånare per kvadratkilometer. Närmaste större samhälle är Libres, 19,6 km sydost om Tlajomulco. I omgivningarna runt Tlajomulco växer huvudsakligen savannskog.